# Michael Coats
Michael Coats (ur. 16 stycznia 1946 w Sacramento) – amerykański astronauta i lotnik.

## Życiorys
W 1964 ukończył szkołę w Riverside w Kalifornii, a w 1968 United States Naval Academy, w 1977 został magistrem administracji i technologii na George Washington University, a w 1979 magistrem inżynierii aeronautycznej w U.S. Naval Postgraduate School. We wrześniu 1969 uzyskał licencję lotnika morskiego, od sierpnia 1970 do września 1972 służył na lotniskowcu USS Kitty Hawk, brał wówczas udział w 315 misjach bojowych w wojnie wietnamskiej, od września 1972 do grudnia 1973 był instruktorem lotniczym w Naval Air Station w Lemoore. Następnie szkolił się na pilota doświadczalnego w stanie Maryland, od kwietnia 1976 do maja 1977 był instruktorem lotniczym w U.S. Naval Test Pilot School. Ma wylatane ponad 5000 godzin na 28 typach samolotów. 16 stycznia 1978 został wybrany przez NASA kandydatem na astronautę, zakwalifikował się jako astronauta w sierpniu 1979, później był w zapasowych załogach podczas misji STS-4 i STS-5.
Od 30 sierpnia do 5 września 1984 był pilotem misji STS-41-D trwającej 6 dni i 56 minut; start nastąpił z Centrum Kosmicznego im. Johna F. Kennedy’ego, a lądowanie w Edwards Air Force Base w Kalifornii. Od 13 do 18 marca 1989 był dowódcą misji STS-29 trwającej 4 dni, 23 godziny i 38 minut; umieszczono wówczas na orbicie satelitę telekomunikacyjnego typu TDRS-4. Od 28 kwietnia do 6 maja 1991 dowodził wojskową misją wahadłowca STS-39 trwającą 8 dni, 7 godzin i 22 minuty; umieszczono na orbicie i następnie przechwycono satelitę IBSS (Infrared Backgroung Signature Survey).
Stowarzyszenie Uczestników Lotów Kosmicznych (Association of Space Explorers) przyznało mu Universal Astronaut Insignia za lot orbitalny (nr 144).